# Junri Namigata
Junri Namigata (japonés: 波形純理, nació 5 de julio de 1982) es una jugadora de tenis profesional japonesa. Su ranking más alto en la WTA individual es de 105, alcanzado el 28 de febrero de 2011. En dobles fue la 101, en mayo de 2015.

## Títulos

### WTA

#### Dobles (0)
| Leyenda: Antes de 2009 | Leyenda: A partir de 2009 |
| ---------------------- | ------------------------- |
| Grand Slam (0)         |                           |
| WTA Championships (0)  |                           |
| Tier I (0)             | Premier Mandatory (0)     |
| Tier II (0)            | Premier 5 (0)             |
| Tier III (0)           | Premier (0)               |
| Tier IV & V (0)        | International (0)         |

#### Finales (1)
| N.º | Fecha                | Torneos | Superficie | Pareja       | Oponentes           | Resultado |
| --- | -------------------- | ------- | ---------- | ------------ | ------------------- | --------- |
| 1.  | 7 de octubre de 2007 | Bangkok | Dura       | Ayumi Morita | Sun Tiantian Yan Zi | Walkover  |

### WTA 125s

#### Dobles (1)
| N.º | Fecha               | Torneos  | Superficie | Pareja           | Oponentes              | Resultado     |
| --- | ------------------- | -------- | ---------- | ---------------- | ---------------------- | ------------- |
| 1.  | 27 de julio de 2014 | Nanchang | Dura       | Chuang Chia-jung | Chan Chin-wei Xu Yifan | 7–6(7–4), 6–3 |